# Andy Suzuki (jazzmusicus)
Andy Suzuki is een Amerikaanse jazz-saxofonist (altsaxofoon, sopraansaxofoon en tenorsaxofoon), -fluitist, klarinettist, keyboardspeler, componist, arrangeur en bandleider. Hij speelt traditionele jazz, moderne jazz en fusion.
Suzuki, die een Finse moeder heeft, woonde in Finland, Amerika en twee jaar in Japan, waar hij orgellessen had. In Seattle had hij les bij Johnny Jessen (saxofoon en fluit) en jarenlang woonde hij in Los Angeles, waar hij gigde en speelde met talloze musici. In zijn loopbaan speelde en/of nam hij op met Dave Brubeck, Phil Wood, Larry Coryell, Michael Franks, Peter Erskine, Jan Garbarek, David Benoit, Melissa Manchester, Chick Corea en andere musici. Daarnaast werkte hij met zijn eigen groep, waarmee hij enkele albums opnam. In zijn band spelen op dit moment Steve Huffsteter, Nick Manson, Dean Taba en Kendall Kay. Hij speelt veel met Trilok Gurtu, ook treedt hij regelamtig op met singer-songwriter Christopher Cross. Hij woont tegenwoordig in Berlijn.
Suzuki is te horen op platen van onder andere Cecilia Coleman, Jae Cie en Daniel Ho.

## Discografie
- Andy Suzuki
- Blue Perspective, Manasus Music, 2004
- Prime, Manasus Music, 2007

## Referentie
- Website Andy Suzuki